# Axylophilus yuccae
Axylophilus yuccae är en skalbaggsart som beskrevs av Thomas Casey 1895. Axylophilus yuccae ingår i släktet Axylophilus och familjen ögonbaggar. Inga underarter finns listade i Catalogue of Life.